# Нормативно-правовий акт
Нормати́вно-правови́й а́кт — офіційний письмовий документ, ухвалений уповноваженими на це суб’єктами правотворчості у визначеній формі та за встановленою процедурою, спрямований на встановлення, зміну або скасування норми права.
Іншими словами, нормативно-правовий акт — це документ, ухвалений у визначеному порядку компетентним органом публічної влади, у якому містяться норми права.
У правовій системі України нормативно-правовий акт є основним джерелом права.
Нормативно-правовим актам протистоять акти ненормативного характеру, що мають індивідуальне спрямування.

## Ознаки нормативно-правового акта
Для нормативних правових актів характерні такі ознаки. Вони:
- завжди містять хоча б одну норму права;
- приймаються лише правотворчими суб'єктами — у межах їх компетенції.

Суб'єктами прийняття нормативних актів є народ, органи державної влади, територіальні громади, органи місцевого самоврядування, органи автономних утворень, можуть бути — громадські організації, підприємства і інші інституції, передбачені законодавством;
- створюються з дотриманням певної законодавчо визначеної особливої правотворчої процедури, стадіями якої є розроблення, розгляд та обговорення проєктів, ухвалення нормативних актів, їх офіційне опублікування і введення в дію;
- ухвалюються суб'єктами правотворчості у формах, визначених законодавством для відповідного акта (так, Верховна Рада України, зокрема, приймає закони[1], Президент України — укази, Кабінет Міністрів України — постанови[2]).

Нормативно-правові акти як офіційні письмові документи створюються відповідно до усталених вимог.
I. Зокрема, це вимоги щодо реквізитів, до яких належать, зокрема: назва акта (загальна та індивідуальна), вказівка на суб'єкта прийняття, предмет регулювання, дата і місце його прийняття, підпис відповідальної посадової особи.
II. Також це вимоги щодо структури нормативно-правового акта, що залежить від його особливостей, виду. Основні елементи:
- Преамбула — вступна частина акта, яка не містить норм права та у якій наводиться обґрунтування закону, визначаються його мета, завдання, а іноді проголошуються світоглядні положення.
- Статті або пункти — містять первинні елементи нормативно-правового акта — нормативні приписи (розпорядження). У свою чергу, статті можуть поділятися на частини (часто вони позначаються цифрами; якщо не позначені, то частиною є окремий абзац), частини — на абзаци, пункти, підпункти. Статтю акта, її частини прийнято скорочено позначати так: статтю — «ст.», частини статей — «ч.», пункт — «п.» тощо. Статті, пункти в нормативних актах мають наскрізну нумерацію.
- Глави — можуть виділятися у великих за обсягом актах.
- Розділи — об'єднують глави у великих за обсягом актах (може бути і навпаки — статті, пункти об'єднані в розділи, а вони — у глави).
- Частини — найбільші підрозділи акта, присутні, як правило, у кодексах (загальна та особлива частини).

III. Нормативні правові акти підлягають обов'язковій державній реєстрації та обліку. Так, нормативно-правові акти міністерств та інших центральних органів виконавчої влади, що стосуються прав, свобод і законних інтересів громадян або мають міжвідомчий характер, реєструються в Міністерстві юстиції України. В Україні створено Єдиний державний реєстр нормативних актів.
IV. Нормативно-правові акти створюються на основі правил юридичної техніки, які, зокрема, передбачають вимоги щодо мови (в тому числі щодо юридичної термінології), прийомів і засобів викладення тексту актів (юридичних конструкцій, дотримання законів логіки тощо).

## Класифікація
Нормативно-правові акти поділяють на закони та підзаконні нормативно-правові акти.
Закони — це нормативно-правові акти, що видаються законодавчими органами (у нашій державі — Верховною Радою України), мають вищу юридичну силу та регулюють найважливіші суспільні відносини.
Закони зазвичай поділяються на конституційні та звичайні.
Усі закони мають вищу юридичну силу, яка полягає у тому, що:
- ніхто, крім органів законодавчої влади, не може приймати закони, змінювати чи скасовувати їх
- лише Конституційний Суд України може визнати закон України чи його окреме положення неконституційним
- усі інші нормативно-правові акти повинні видаватися відповідно до законів
- у разі колізій між нормами закону і підзаконного нормативно-правового акту діють норми закону.

Підзаконні нормативно-правові акти — нормативно-правові акти уповноважених органів держави (їх посадових осіб) та інших суб'єктів, що приймають відповідно до законів і розвивають чи деталізують їх положення.
Існують різні класифікації таких актів. Зокрема, залежно від суб'єктів, що їх видали, виділяють такі види підзаконних нормативно-правових актів в Україні:
- нормативні акти Верховної Ради України (закони, постанови)
- нормативні акти Президента України (укази, розпорядження)
- нормативні акти Кабінету Міністрів України (постанови, розпорядження)
- нормативні акти Верховної Ради та Ради міністрів Автономної Республіки Крим
- нормативні акти міністерств, державних комітетів, інших органів центральної виконавчої влади зі спеціальним статусом (накази, розпорядження)
- нормативні акти місцевих державних адміністрацій
- нормативні акти органів місцевого самоврядування
- нормативні акти відділів та управлінь відповідних центральних органів на місцях
- нормативні акти керівників державних підприємств, установ, організацій на місцях
- інші підзаконні нормативні акти.

## Систематизація
Нормативних актів досить багато, у зв'язку з чим вони потребують систематизації.
Систематизація нормативних актів — це діяльність з їх впорядкування та вдосконалення, приведення до певної внутрішньої узгодженості через створення нових документів чи збірників. Розрізняють інкорпорацію та кодифікацію як основні види систематизації актів.
Інкорпорація — вид систематизації нормативних актів, який полягає у зібранні їх у збірниках у певному порядку без зміни змісту. Критерії систематизації: хронологічний або алфавітний порядок, напрям діяльності, сфера суспільних відносин, тематика наукового дослідження тощо. Можна також назвати кілька видів інкорпорації: за юридичним значенням вона буває офіційна чи неофіційна; за обсягом — загальна, галузева, міжгалузева, спеціальна; за критерієм об'єднання — предметна, хронологічна, суб'єктивна.
Кодифікація — вид систематизації нормативних актів, що мають спільний предмет регулювання, який полягає у їх змістовній переробці (усунення розбіжностей і суперечностей, скасування застарілих норм) і створенні зведеного нормативного акта. Різновидами кодифікації є кодекс, статут, положення.
Кодекс — кодифікований акт, який забезпечує детальне правове регулювання певної сфери суспільних відносин і має структурний розподіл на частини, розділи, підрозділи, статті, що певною мірою відображають зміст тієї чи іншої галузі права. У сучасному законодавстві України існують: Кримінальний кодекс, Кодекс про адміністративні правопорушення, Сімейний кодекс, Кримінально-процесуальний кодекс, Земельний кодекс, Водний кодекс тощо.
Статути, положення — кодифіковані акти, в яких визначається статус певного виду державних організацій та органів.
Нормативний акт як джерело права має свої переваги і недоліки. Однак за допомогою писаного права досить зручно регулювати суспільні відносини. Тому в наш час[коли?] офіційні документи, що видаються державою, є основним або одним з основних джерел права практично у всіх правових системах світу.
У разі відсутності внутрішніх регулюючих норм права, правовідносини вирішується на підставі міжнародних угод.

## Офіційне опублікування нормативно-правових актів
Порядок, терміни та умови оприлюднення і набрання чинності нормативно-правових актів регулюються Конституцією України та відповідним Указом Президента України. Там вказано, що закони, інші акти Верховної Ради, Президента, Кабміну мають бути опубліковані в офіційних друкованих виданнях не пізніше, ніж через 15 днів після їх прийняття. До офіційних видань належать: Офіційний вісник України, Урядовий кур'єр, Голос України, Відомості Верховної Ради України, Офіційний вісник Президента України. В інших ЗМІ акти можуть бути надруковані лише після офіційного їх оприлюднення у вказаних вище виданнях.
Є акти, що призначенні для внутрішнього користування певних органів та установ. Їх дозволено не оприлюднювати в офіційних виданнях. Чинності вони набирають з моменту надсилання їх тим посадовим особам чи керівникам установ, підрозділів тощо, яких вони стосуються.

## Дія (чинність) нормативно правових актів
Дія закону (нормативно-правового акта) чи навіть окремої його норми права — це обов'язковість їх виконання (всіма) громадянами, посадовими особами, державними органами та іншими суб'єктами права стосовно певної сфери (виду) суспільних відносин, за певних обставин (ситуацій), протягом певного часу, на певній території (у певному просторі) та щодо конкретного кола суб'єктів права, тобто осіб, організацій (в широкому значенні цього слова), які наділені певними характеристиками.
Отже, межі дії нормативних актів (законів) чи окремих норм визначаються такими критеріями (параметрами):
1. видом регульованих суспільних відносин (тобто предметом регулювання);
2. обставинами, настання яких зумовлює необхідність застосування регулятивної функції цих актів;
3. часовими вимірами;
4. просторовими вимірами (або територією в широкому розумінні слова);
5. колом осіб, на яких поширюються норми акта.

Це твердження про межі дії не суперечить тому, що вже висловлювалось раніше, а саме — судженню про загальнообов'язковість правових норм як конститутивну органічну властивість права.
Норми права обов'язкові до виконання лише в рамках, окреслених переліченими критеріями. Абсолютна ж, беззастережна «загальнообов'язковість» виключала б можливість функціонувати праву як системі, тобто:
1. змінювати та оновлювати право;
2. враховувати особливості та обставини, пов'язані з місцем проходження (розвитку) праворегульованих відносин;
3. враховувати специфічні реально існуючі властивості різних суб'єктів. Усе це могло б призвести до загального нівелювання права та втрати ним його соціальної цінності як регулятора суспільних відносин, що залежить від конкретних історичних умов соціального життя.

Дія норми права (закону, нормативного акту) поширюється на певні суспільні відносини, що визначається галузевою приналежністю норми. Це так звана предметна дія.
Дія норми права пов'язується з певними обставинами, що визначається гіпотезою норми. Це так звана конкретно-ситуаційна дія.

## Дія нормативного акта у часі
Її характеризують принаймні три показники:
1. Момент набрання актом чинності;
2. Напрям темпоральної дії нормативного акта;
3. Момент припинення дії нормативного акта.

### Набрання чинності нормативним актом
Дія нормативного акта (чи його окремої частини) починається з моменту набрання ним чинності.
Термінологія
У законодавстві України на позначення цього моменту використовують такі терміни, як «набрання чинності», «набуття чинності», «введення в дію», «вступ в дію». Ці терміни містяться й у тексті Конституції України. У переважній більшості випадків усі перелічені терміни використовуються як синоніми.
Усі ці терміни зазвичай позначають одне поняття — початкову точку темпоральної дії/чинності нормативно-правового акта, тобто календарну дату, з якої починається юридична сила акта, тобто його владний регулятивний вплив на відносини, який полягає у «забезпечуваній державою формальній можливості використання або формальній необхідності виконання (дотримання) закріплених у ньому норм».
Час від часу український законодавець вдається до розрізнення понять «набуття чинності» та «введення в дію» (див. рішення Конституційного Суду України № 21-рп/2010 від 06.10.2010 року [Архівовано 1 грудня 2016 у Wayback Machine.]), що відображає погляди на це питання, що не є усталеними в правовій доктрині. Іноді це призводить до істотних проблем у правовому регулюванні.
Поняття «введення нормативного акта в дію» має й інше, ширше значення — «завершальна стадія законодавчого процесу, що включає визначення порядку й умов набрання чинності законом, порядку й умов його впровадження в систему законодавства, а також порядку й умов застосування закону в цілому чи окремих його положень», комплекс заходів (організаційних, інформаційних, матеріально-технічних, фінансових, кадрових, техніко-юридичних тощо), які здійснюються для уможливлення функціонування такого акта.
Умови введення нормативного акта в дію визначаються в самому акті одночасно з його прийняттям, або окремим актом про введення відповідного акта в дію. Складні, великі за обсягом акти (конституційні закони, кодекси тощо) можуть бути введені в дію окремим актом.
Порядок набуття чинності
В Україні законодавець визначає три способи визначення моменту набрання чинності нормативно-правовим актом:
1. загальний — у відповідному акті встановлюється загальне правило введення в дію відповідної категорії актів, що реалізується за відсутності наступних двох способів;
2. особливий — у відповідному загальному акті встановлюється особливий термін набрання чинності актами, які приймаються в певній сфері суспільних відносин (митні, бюджетні, податкові); реалізується за відсутності наступного способу;
3. спеціальний — в окремому нормативно-правовому акті встановлюються норми, які визначають особливий строк набрання ними чинності.

Як правило, названі способи як обов'язкову умову набрання чинності нормативно-правовим актом (і найбільш раннім можливим строком цього), визнають його офіційне опублікування.
Відповідно до ст. 57 Конституції України нормативно-правові акти, що визначають права й обов'язки громадян, не доведені до відома населення в установленому законом порядку, є нечинними і не мають діяти.
Законодавство України закріплює такі загальні правила набуття чинності нормативними актами:
1. Конституція України набула чинності з дня її прийняття — 28 червня 1996 р.[10] (рішення Конституційного Суду України № 4зп від 03.10.1997 року [Архівовано 7 серпня 2013 у Wayback Machine.]).
2. Відповідно до ст. 94 Конституції України закон набирає чинності через десять днів з дня його офіційного оприлюднення, якщо інше не передбачено самим законом, але не раніше дня його опублікування. Відповідно до ст. 138 Закону України «Про Регламент Верховної ради України» [Архівовано 20 червня 2014 у Wayback Machine.] від 10.02.2010 постанови Верховної Ради, які містять положення нормативного характеру, набирають чинності з дня їх офіційного оприлюднення, якщо ними не передбачено інше. (ч.5 ст.138 Закону України «Про Регламент Верховної ради України» [Архівовано 21 грудня 2013 у Wayback Machine.])
3. Міжнародні договори України — після надання Україною згоди на обов'язковість для неї міжнародного договору відповідно до Закону України «Про міжнародні договори України» [Архівовано 3 липня 2013 у Wayback Machine.] в порядку та строки, передбачені договором, або в інший узгоджений сторонами спосіб (Ст. 14 Закону України від 29.06.2004 р. № 1906-IV «Про міжнародні договори України» [Архівовано 3 липня 2013 у Wayback Machine.] Положення про порядок укладення, виконання та денонсації міжнародних договорів України міжвідомчого характеру, затверджене постановою Кабміну від 17.06.94 р. № 42)
4. Укази, розпорядження та інші нормативно-правові акти Президента України — через десять днів з дня офіційного оприлюднення, якщо інше не передбачено самими актами, але не раніше дня опублікування в офіційних виданнях (ст. 57 Конституції України, ст. 4 Указу Президента України від 10.06.97 р. № 503/97 «Про порядок офіційного оприлюднення нормативно-правових актів та набрання ними чинності» [Архівовано 14 лютого 2014 у Wayback Machine.])
5. Постанови Кабінету Міністрів України, крім постанов, що містять інформацію з обмеженим доступом, набирають чинності з дня їх офіційного опублікування, якщо інше не передбачено самими постановами, але не раніше дня їх опублікування, у випадках, передбачених законом, постанови Кабінету Міністрів України або їх окремі положення, що містять інформацію з обмеженим доступом, не підлягають опублікуванню і набирають чинності з моменту їх доведення в установленому порядку до виконавців, якщо цими постановами не встановлено пізніший термін набрання ними чинності. Розпорядження Кабінету Міністрів України набирають чинності з моменту їх прийняття, якщо цими розпорядженнями не встановлено пізніший термін набрання ними чинності. Акти Кабінету Міністрів України з питань державної митної справи набирають чинності в порядку, визначеному Митним кодексом України. (ст. 52 Закону України «Про Кабінет Міністрів України» від 27.02.2014 р. [Архівовано 15 червня 2014 у Wayback Machine.])
6. Нормативно-правові акти з питань митної справи — через 45 днів з дня їх офіційного опублікування, якщо інше не передбачено самим актом, але не раніше дня їх офіційного опублікування (ст. 2 Митного кодексу України [Архівовано 5 червня 2014 у Wayback Machine.]).
  - Офіційним опублікуванням такого нормативно-правового акта, вважається опублікування його повного тексту в одному з періодичних друкованих видань, визначених законодавством України як офіційні. Днем офіційного опублікування вважається день виходу в світ номера того офіційного друкованого видання, в якому повний текст опубліковано раніше, ніж в інших офіційних друкованих виданнях. Якщо опублікування здійснювалося частинами, днем його офіційного опублікування вважається день виходу в світ того номера офіційного друкованого видання, в якому раніше, ніж в інших офіційних друкованих виданнях, опубліковано останню частину зазначеного закону або нормативно-правового акта. Нормативно-правовий акт з питань державної митної справи, який набирає чинності з дня офіційного опублікування, вважається чинним з 0 годин дня, наступного за днем його офіційного опублікування. Якщо для набрання чинності встановлено певний строк, визначений днями, цей строк починається з 0 годин дня, наступного за днем офіційного опублікування і закінчується о 24 годині останнього дня відповідного строку. Якщо день набрання визначено конкретною датою, цей закон або акт вважається чинним з 0 годин зазначеної дати. (ст. 2 Митного кодексу України [Архівовано 5 червня 2014 у Wayback Machine.]).
7. Накази  міністерства, які є нормативно-правовими актами і пройшли державну реєстрацію, набирають чинності з дня  офіційного опублікування, якщо  інше не  передбачено самими актами, але не раніше дня офіційного опублікування.(ст. 15 Закону України «Про центральні органи виконавчої влади» 17.03.2011 р. [Архівовано 15 лютого 2014 у Wayback Machine.])
8. Нормативно-правові акти Національного банку (крім нормативно-правових актів, які містять інформацію з обмеженим доступом) набирають чинності з дня їх офіційного опублікування, якщо більш пізній строк набрання чинності не передбачений у такому акті. Офіційним опублікуванням нормативно-правового акта Національного банку вважається перше опублікування його повного тексту в одному з періодичних друкованих видань - "Офіційному віснику України", газетах "Урядовий кур’єр", "Голос України" або перше розміщення на сторінці Офіційного інтернет-представництва Національного банку України[11]. (ст. 56 Закону України від 20.05.1999 р. № 679-XIV «Про Національний банк України» [Архівовано 29 липня 2014 у Wayback Machine.])
9. Нормативно-правові акти місцевих державних адміністрацій, які стосуються прав та обов'язків громадян або мають загальний характер, підлягають оприлюдненню і набирають чинності з моменту їх оприлюднення, якщо самими актами не встановлено пізніший термін введення їх у дію. (ст. 41 Закону України «Про місцеві державні адміністрації» [Архівовано 23 лютого 2014 у Wayback Machine.])
10. Рішення органів місцевого самоврядування набувають чинності з дня їх офіційного оприлюднення, якщо відповідною радою не встановлено пізніший термін введення цих рішень у дію. (ст. 59 Закону України «Про місцеве самоврядування в Україні» [Архівовано 6 липня 2014 у Wayback Machine.])

Загалом порядок дії нормативно-правових актів закріплений, зокрема, в Конституції України (ст.ст. 57, 58, 94, 102, 117); Законах України «Про регламент Верховної ради України» [Архівовано 6 жовтня 2014 у Wayback Machine.](ст. 138.), «Про місцеве самоврядування в Україні» [Архівовано 12 червня 2014 у Wayback Machine.](ст.59), «Про місцеві державні адміністрації» [Архівовано 26 травня 2015 у Wayback Machine.](ст. 41), «Про Національний банк України» [Архівовано 7 червня 2014 у Wayback Machine.](ст. 56), «Про міжнародні договори України» [Архівовано 3 липня 2013 у Wayback Machine.] (ст. 14), Митним кодексом України [Архівовано 5 червня 2014 у Wayback Machine.] (ст. 9), в Положенні про порядок підготовки і внесення проєктів указів і розпоряджень Президента України, затвердженого Указом Президента України № 346/93 від 20.08.93 р. «Про порядок підготовки і внесення актів Президента України» [Архівовано 14 жовтня 2015 у Wayback Machine.]; в Указі Президента України № 503/97 від 10.06.97 р. «Про порядок офіційного оприлюднення нормативно-правових актів та набрання ними чинності» [Архівовано 14 лютого 2014 у Wayback Machine.]; в Указі Президента України № 493/92 від 03.10.92р. «Про державну реєстрацію нормативно-правових актів міністерств та інших органів виконавчої влади» [Архівовано 29 листопада 2013 у Wayback Machine.]; в Положенні про державну реєстрацію нормативних актів міністерств, інших органів державної виконавчої влади, органів господарського управління та контролю [Архівовано 5 серпня 2013 у Wayback Machine.], що зачіпають права, свободи й законні інтереси громадян або мають міжвідомчий характер, затвердженому Постановою Кабінету Міністрів України від 22.12.92 р. № 731, Положення про порядок укладення, виконання та денонсації міжнародних договорів України міжвідомчого характеру [Архівовано 14 жовтня 2015 у Wayback Machine.], затверджене постановою Кабміну від 17.06.94 р. № 422.

### Напрям темпоральної дії нормативно-правового акта
Напрям темпоральної дії — часовий показник, що визначає дію нормативного акта стосовно юридичних фактів, правових відносин, які виникли до і після набуття ним чинності.
Темпоральна дія новоприйнятої норми відрізняється в залежності від того, одномоментні чи тривалі явища піддані правовому регулюванню.
Відповідно вона може мати або два види: зворотну і перспективну (пряму) — стосовно одномоментних явищ, або три: зворотну (ретроактивну), негайну (пряму, звичайну) і перспективну (майбутню) — стосовно триваючих відносин.
Відповідні напрями дії в часі має норма, що припиняє чинність — дострокове припинення, негайне припинення, ультра активність.
Загальна характеристика напрямів дії в часі нормативних актів
Лише щодо дії правових норм на триваючі відносини (2 і більше днів) можна говорити про такий вид темпоральної фактичної дії як негайна дія.
Негайна дія — це дія новоприйнятої норми на відносини (права і обов'язки), що тривають на момент набуття нею календарної чинності.
Під негайною дією розуміється поширення дії норм, що містяться у новому нормативно-правовому акті на ті правові наслідки, які хоча й випливають з юридичних фактів, що виникли під час дії старого нормативного акта, проте настають уже після моменту набрання чинності новим. Іншими словами, норми нового акта з моменту набуття ними чинності діють на права й обов'язки учасників правовідносин, які виникли до цього моменту, змінюючи при цьому на майбутнє їх зміст, порядок реалізації тощо, або взагалі припиняючи їх.
Зворотна дія — це дія новоприйнятої норми на відносини (права і обов'язки), які завершилися на момент набуття нею календарної чинності. Згідно зі статтею 58 Конституції України закони та інші нормативно-правові акти не мають зворотної дії в часі, крім випадків, коли вони пом'якшують або скасовують відповідальність особи. Це така дія акту на відносини, що існували до його прийняття, за якої припускається, що новий нормативний акт існував на момент їх виникнення. Але бувають винятки, скажімо, у кримінальному, адміністративному законодавстві. Так, якщо нормативний акт, прийнятий після вчинення правопорушення, пом'якшує чи звільняє від юридичної відповідальності, то такий акт має зворотну силу, [7] а якщо встановлює чи обтяжує відповідальність — то не має. Так, згідно з КК (ст. 4) злочинність і караність діяння визначаються законом, який діяв на час вчинення цього діяння — це загальне правило.
Наприклад, Закон України "Про введення в дію Закону України «Про Державний бюджет України на 1997 рік» прийнято 15 серпня 1997 р. Але подивимось, коли введено в дію Закон про державний бюджет. Стаття 1 Закону про введення його в дію зазначає: "Закон України «Про Державний бюджет України на 1997 рік» набирає чинності з 1 січня 1997 р. в частині статей, що відповідають Закону України «Про порядок фінансування видатків з державного бюджету України у 1997 році до прийняття Закону України „Про Державний бюджет України на 1997 рік“, а решта — з 1 липня 1997 року…».
Перспективною дією правових норм є їх поширення на будь-які юридичні факти, права і обов'язки учасників правовідносин, цілі правовідносини, які виникають після моменту набуття ними чинності. Перспективна дія норм має різні підвиди, які визначаються віддаленістю від указаного моменту тих явищ, на які розповсюджена їх дія: повна й обмежена (останній підвид може мати різні ступені). Указаний вид дії нововведених правових норм часто відбувається у поєднанні з переживаючою дією скасованих правових норм. Це означає звуження меж його дії (нового закону), але розширення меж дії старого закону. Проте він можливий і сам по собі — коли відповідні відносини стають предметом правового регулювання вперше.
Ультраактивна (переживаюча) дія норм скасованого нормативного акта — це їх дія після втрати календарної чинності таким актом. У процесі дії нормативного акта у часі іноді виникає особлива ситуація, яку умовно можна визначити як «залишкову дію чи залишкову силу закону».
Наприклад у Законі України від 17 січня 2002 р. «Про особливості державного регулювання діяльності суб'єктів господарювання, пов'язаної з виробництвом, експортом, імпортом дисків для лазерних систем зчитування» (ст. 10 «Прикінцеві положення») зазначається: «Протягом одного календарного місяця з дня набрання чинності цим Законом суб'єкти господарювання, які були зареєстровані і здійснювали свою діяльність до набрання чинності цим Законом, здійснюють діяльність з виробництва, експорту, імпорту дисків для лазерних систем зчитування, експорту, імпорту обладнання та сировини для їх виробництва у порядку, що діяв до дня набрання чинності цим Законом».
Закріплення в українському праві
Законодавство України (окрім деяких міжнародних договорів) не містить визначень жодного напрямку дії в часі нормативних актів. Проте окремі суперечливі визначення існують в практиці Конституційного Суду України.
З зазначеного питання є кілька рішень цього органу:
- рішення № 1-зп/97 від 13 травня 1997 р. у справі щодо несумісності депутатського мандата (вперше надано офіційне тлумачення статті 58 Конституції України);
- рішення № 1-рп/99 від 9 лютого 1999 р., № 6-рп/2000 від 19 квітня 2000 р. у справі про зворотну дію кримінального закону в часі (надане тлумачення зворотної дії у часі нормативно-правових актів);
- рішення № 3-рп/2001 від 5 квітня 2001 р. у справі про податки (тлумачення незворотності закону);
- рішення № 13-рп/2002 від 2 липня 2002 р., № 22-рп/2003 від 25 грудня 2003 р. у справі щодо строків перебування на посту Президента України, № 11 — рп/2008 від 27 травня 2008 р (підтверджені окремі попередні рішення).

В зазначених рішеннях знайшли відбиття як викладений вище підхід до визначення напрямків дії в часі (правильніший), так і інший підхід, що свідчить про колізії в інтерпретації цього поняття в рішеннях КСУ. Згідно з цим другим підходом, зворотною дією вважається поширення нового нормативно-правового акта і на правовідносини, які завершилися до моменту набрання ним чинності, і на ті, що тривають на цей момент, а значить негайна означає — дію закону та іншого нормативно-правового акта на правовідносини, які виникли після набрання чинності цим нормативно-правовим актом. Відповідні корективи мають і визначення інших напрямків дії в часі.

#### Принцип незворотності темпоральної дії нормативних актів
Загальна характеристика
Цей принцип має багато назв: принцип неретроактивності, принцип «закон не має зворотної сили», lex retro non agit або lex ad preteraim non valet.
Принцип неретроактивності — принцип, за загальним правилом якого норма права не може мати зворотної дії в часі.
Принцип є важливим елементом принципів законності, правової визначеності.
Доктрина та законодавча практика знають різні можливі винятки з цього принципу. Такими винятками можуть бути: надання зворотної сили закону, що скасовує чи пом'якшує юридичну відповідальність особи, або закону, який встановлює сприятливіші умови для особи, або взагалі будь-якого закону за відповідною вказівкою законодавця.
Історія
Проблема «закон зворотної дії не має» є надзвичайно давньою — вона досліджувалася ще в Античності, звідки йдуть її історичні витоки, та Середньовіччі.
Вперше цей принцип простежується у промовах Цицерона. Відповідно до тодішніх поглядів на процес, новий закон не застосовувався до уже завершених правочинів, але застосовувався до усіх правочинів, що були в процесі, незалежно від часу виникнення вказаних правовідносин.
Під час пізньої Римської імперії Феодосій I в конституції 393 р. встановлює принцип незворотності кримінальних законів.
Пізніше з'являється т. зв. «Феодосійська норма», названа на честь імператора Феодосія II, яка вказувала, що дія будь-якого закону спрямована на майбутні відносини, якщо тільки законодавець не надав закону зворотної сили. Згодом ці положення дістали відображення і в Кодексі Юстиніана.
У ранньому Середньовіччі питання про дію закону в часі не піднімалося, адже основним джерелом права був звичай, що існував з давніх часів. Під час останнього етапу феодалізму принцип незворотності закону часто визнавався, але де-факто воля законодавця не мала обмежень. Наприклад, у Франції існували декларації — акти, які діяли зі зворотною силою через їх роз'яснювальний характер.
В епоху буржуазно-демократичних революцій їхні ідеологи виступали проти ретроактивних законів. Ці погляди відображені як у Декларації прав людини і громадянина 1789 р., так і у Французькій декларації прав людини і громадянина 1795 р., в якій було зазначено, що прийняття ретроактивного закону можна вважати злочином.
Важливий внесок у дослідження цього питання зробив Савіньї, який поділяв закони на дві групи: 1) ті, які регулювали процес набуття прав; 2) ті, які регулювали права, що вже існують. За його переконаннями, незворотність закону мала застосовуватися лише до першої групи законів. Савіньї вважав, що принцип незворотності закону полягає в наданні особі правової безпеки та збереженні її довіри до закону.
Отже, у різні періоди було різне ставлення до принципу про незворотність дії закону: від повного заперечення до покладення його застосування на розсуд законодавця, що було притаманне авторитарним та тоталітарним режимам.
Актуальність принципу незворотності дії закону в часі протягом багатьох століть постійно зростала, про це свідчить закріплення останнього в багатьох відомих документах: у Конституції Сполучених Штатів Америки (1787 р.), Французькій Декларації Прав Людини і Громадянина (1789 р.), Французькій Конституції (1791 р.).
Сьогодні він закріплений в конституціях більшості країн світу.
Закріплення в міжнародному праві
Принцип закріплений у Загальній декларації прав людини (1948 р.), Міжнародному пакті про громадянські і політичні права (1966 р.), Конвенції про захист прав людини і основоположних свобод (1950 р.), Африканській хартії прав людини і народів (1981 р.), Арабській хартії прав людини (1994 р.) тощо.
Закріплення в українському праві
Першорядне значення має ст. 58 Конституції України, положення якої відтворені і в галузевому законодавстві: «Закони й інші нормативно-правові акти не мають зворотної дії в часі, крім випадків, коли вони пом'якшують чи скасовують відповідальність особи.
Ніхто не може відповідати за діяння, які на момент їх вчинення не визнавалися законом як правопорушення».
Таким чином в Україні винятком з принципу є дія нормативних актів, що пом'якшують або скасовують відповідальність особи.
Зазначені конституційні норми поширені на всі галузі права, види правопорушень і юридичної відповідальності, незалежно від галузі (позиція суддів Конституційного Суду України М. Козюбри, М. Савенка, В. Скоморохи).
Принцип неретроактивності нормативних актів закріплений у Розділі II Конституції України «Права, свободи та обов'язки людини і громадянина» у зв'язку з чим, в інтерпретації Конституційного Суду України, він поширюється лише на фізичних осіб (рішення від 9 лютого 1999 р. № 1-рп/99 у справі про зворотну дію в часі законів та інших нормативно-правових актів).
Відповідно до позиції Конституційного Суду щодо юридичних осіб зворотна дія можлива (не тільки, коли скасовується або пом'якшується юридична відповідальність, а й у всіх інших випадках), але, зрозуміло, на підставі відповідної вказівки, яка зазвичай робиться на рівні окремого нормативного акта і стосується виключно дії його приписів.

### Припинення дії нормативного акта
Усі нормативно-правові акти за часовим критерієм, тобто тривалістю їх дії, законодавці поділяють на два види:
- акти із невизначеним строком дії, тобто для яких не встановлений кінцевий момент їх дії, прикладом може бути Конституція України;
- акти тимчасової дії, тривалість якої залежить від різних заздалегідь визначених обставин, можна поділити на два підвиди:
  - тимчасові (Тимчасовий регламент Верховної Ради України  (Постанова Верховної Ради України від 8 квітня 2008 року № 247-VI);
  - надзвичайні — їх дія обмежена у часі і залежить від існування відповідних зазначених в цьому законі надзвичайних обставин.

Дія нормативного акта у часі завершується з моменту припинення його дії — календарної дати, з якої нормативний акт остаточно втрачає чинність.
Виходячи з цього, можна виділити такі фактори (моменти), з настанням яких акт припиняє свою дію:
1. закінчення строку, на який видавався акт (як приклад, закон про Державний бюджет України на відповідний рік втрачає силу в 00:00 годин 1 січня наступного року); Акти, тривалість дії яких заздалегідь визначена часовими межами при їх прийнятті, можуть бути поділені на чотири різновиди:
  - акти, часові межі дії яких заздалегідь встановлені календарно. Як правило, це порівняно невеликі строки[19];
  - акти, що діють протягом чітко і заздалегідь встановленого числа днів. Межі часової дії акта не завжди визначаються вказівкою календарної дати, як у наведених вище прикладах. Законом може бути визначена дія нормативних актів, що видаються на його основі, шляхом встановлення фіксованої кількості днів[20];
  - акти, кінцевий момент дії яких обумовлений настанням певної події. Так, у Законі України від 22 жовтня 1998 р. "Про внесення змін до Закону України «Про збір на обов'язкове державне пенсійне страхування» зазначено, що він «діє до прийняття рішення Верховною Радою України про повне погашення заборгованості з виплати пенсій, що здійснюється за рахунок коштів Пенсійного фонду України»;
  - як особливий різновид тимчасових актів є акти, що видані як тимчасові, але без конкретизації часових меж (рамок) їх дії[21]. Отже, тимчасові нормативно-правові акти приймаються до їх заміни постійними актами. Цією властивістю вони нагадують акти, які приймаються на невизначений строк та діють до їх заміни новим актом;
2. у зв'язку зі скасуванням нормативного акта іншим актом (найпоширеніший випадок), дана підстава включає пряме скасування акта[22] і його фактичну заміну внаслідок прийняття іншого акта, що регулює ту саму групу суспільних відносин;
3. визнання судами нормативних актів неконституційними, незаконними або такими, що не відповідають правовому акту вищої юридичної сили (наприклад, в Україні такі рішення можуть приймати Конституційний Суд України і адміністративні суди, а також в одному випадку господарський суд).

Публічно-правові спори щодо конституційності законів, міжнародних договорів, підзаконних актів Верховної Ради України, Президента України, Кабінету Міністрів України, Верховної Ради Автономної Республіки Крим  віднесені до юрисдикції Конституційного Суду України згідно зі ст. 14 Закону України від 16 жовтня 1996 року № 422/96-ВР «Про Конституційний Суд України».
Відповідно до п.1 ч.2 ст.17 частини першої статті 171 та частини першої статті 171-1 Кодексу адміністративного судочинства України до юрисдикції адміністративних судів належить вирішення питання щодо законності (крім конституційності) підзаконних правових актів Верховної Ради України, Президента України, Кабінету Міністрів України, Верховної Ради Автономної Республіки Крим, а також законності та відповідності правовим актам вищої юридичної сили правових актів міністерств, інших центральних органів виконавчої влади, Ради міністрів Автономної Республіки Крим, місцевих державних адміністрацій, органів місцевого самоврядування, інших суб'єктів владних повноважень.
Резолютивна частина постанови судового органу про визнання нормативно-правового акта незаконним або таким, що не відповідає правовому акту вищої юридичної сили, і про визнання його не чинним невідкладно публікується відповідачем у виданні, в якому його було офіційно оприлюднено, після набрання постанови законної сили.
Нормативний акт, визнаний нечинним за судовим рішенням, може втрачати чинність принаймні з двох альтернативних моментів:
- з моменту набрання законної сили рішенням суду, тобто на майбутнє,
- з моменту набрання чинності самим актом (з моменту вступу в колізію з більш пріоритетним актом) в минулому, тобто зокрема, йдеться про фактичне анулювання акта.

В Україні на 2014 рік існує здебільшого саме перший варіант.
Так, за рішенням Конституційного Суду України нормативно-правові акти
втрачають чинність з дня ухвалення цього рішення. Проте, якщо КСУ надав своєму рішенню преюдиціальне значення, то, як правило, фактично акт втрачає своє реальне значення з більш ранньої дати в минулому.
Відповідно до правових позицій адміністративних судів нормативний акт, його окремі приписи, визнані нечинними цими судами, втрачає чинність з набранням законної сили рішенням суду.
І нарешті четверте: скасування рішення про державну реєстрацію; ця підстава врегульована такими нормативними актами: Постанова Кабінету Міністрів України від 28 грудня 1992 року № 731, якою затверджено Положення про державну реєстрацію нормативно-правових актів міністерств, інших органів виконавчої влади (із змінами та доповненнями), Наказ Міністерства юстиції України від 31 липня 2000 року № 32/5, яким затверджено Порядок скасування рішення про державну реєстрацію нормативних актів, занесених до державного реєстру.
Скасування рішення про державну реєстрацію застосовується до нормативно-правових актів, які пройшли державну реєстрацію в Міністерстві юстиції України або його територіальних органах і є чинними на дату скасування рішення про державну реєстрацію, а також зареєстрованих нормативно-правових актів, визнаних судом незаконними або такими, що не відповідають правовому акту вищої юридичної сили, та нечинними.
Підставами для скасування рішення про державну реєстрацію нормативно-правового акта є:
- виявлення обставин, що не були відомі органу державної реєстрації під час реєстрації нормативно-правового акта;
- набрання законної сили судовим рішенням про визнання нормативно-правового акта незаконним чи таким, що не відповідає нормативно-правовому акту вищої юридичної сили повністю або в окремій його частині;
- одержання повідомлення від спеціально уповноваженого органу виконавчої влади з питань реалізації державної регуляторної політики про виявлення будь-якої обставини, визначеної у частині першій статті 25 Закону України «Про засади державної регуляторної політики у сфері господарської діяльності», або про припинення дії регуляторного нормативно-правового акта або окремих його положень;
- одержання висновку Секретаріату Урядового уповноваженого у справах Європейського суду з прав людини Міністерства юстиції України, Головного управління юстиції Міністерства юстиції України в Автономній Республіці Крим, головних управлінь юстиції в областях, містах Києві та Севастополі, районних, районних у містах Києві та Севастополі, міжрайонних/міськрайонних (у разі утворення) управлінь юстиції про невідповідність нормативно-правового акта Конвенції про захист прав людини і основоположних свобод 1950 року і протоколам до неї та практиці Європейського суду з прав людини;
- виявлення порушень або недотримання вимоги чинного законодавства органом, що видав нормативно-правовий акт.

Скасування рішення про державну реєстрацію нормативно-правового акта здійснює орган державної реєстрації, який здійснив державну реєстрацію цього акта.
У разі надходження до Міністерства юстиції України скарги на нормативно-правовий акт, зареєстрований територіальним органом Міністерства юстиції України, або в разі виявлення Міністерством юстиції України під час перевірки зареєстрованого територіальним органом Міністерства юстиції України нормативно-правового акта, що суперечить чинному законодавству, Міністерство юстиції України має право скасувати рішення про державну реєстрацію такого акта за встановленою процедурою.
Порядку скасування рішення про державну реєстрацію акту передує здійснення реєструючим органом наступних заходів: попередньо пропонується відповідному органу, привести акт у відповідність до законодавства шляхом внесення змін або визнати його таким, що втратив чинність, і відповідний нормативний акт в цей же термін подати на державну реєстрацію, при невиконанні такої вимоги, реєструючий орган самостійно скасовує рішення про державну реєстрацію цього нормативно-правового акту шляхом складання.
Скасування рішення про державну реєстрацію нормативно-правового акта здійснюється незалежно від часу його державної реєстрації.
Зупинення дії нормативного акта
Від припинення дії нормативно-правового акту в часі слід відрізняти зупинення дії в часі.
Зупинення дії нормативного акта — це тимчасове переривання його дії в часі — на певний визначений чи невизначений строк.
Зупинити дію акта має право як орган, що прийняв його, так і інший орган, уповноважений на це законом. Наприклад, згідно з п. 15 ст. 106 Конституції України Президент України зупиняє дію актів Кабінету Міністрів України з мотивів невідповідності цій Конституції з одночасним зверненням до Конституційного Суду України щодо їх конституційності.

## Дія у просторі
Дія нормативно-правового акта у просторі — це здатність нормативно-правового акта створювати юридичні наслідки на певній території.
Дія нормативно-правового акта в просторі відбувається відповідно до територіальних і екстериторіальних принципів.

### Основні принципи дії нормативних актів у просторі
Територіальний принцип є основним принципом дії нормативного акта в просторі. Дія акта в межах усієї території відповідної держави пов'язана з концепцією державного суверенітету й обумовлена територіальним верховенством державної влади, необхідністю для тих, хто перебуває на території даної держави, підкорюватися створеним нею правовим нормам. Держава може встановлювати права та обов'язки для осіб, які перебувають на її території, а також визначати юридичний статус суб'єктів права і майна.
Слід звернути увагу, що окрім «традиційної» території держави в межах кордонів, до неї прирівнюються: космічні об'єкти під прапором і гербом держави; трубопроводи; підводні кабелі та нафтові морські вишки; повітряні, військові та торговельні судна у відкритому морі, які ходять під державним прапором; території дипломатичних представництв і консульств за кордоном.
Норми права (і, відповідно, закони, нормативно-правові акти) можуть розрізнятися між собою за просторовими сферами дії. Існує декілька варіантів дії норми права (закону) за масштабами охоплення території держави. Закон (норма права) може діяти відповідно до одного з наведених правил .
1. У всьому просторі держави.
Так, у КПК (ст. 4) зазначається: провадження в кримінальних справах на території України здійснюється за правилами Кодексу незалежно від місця вчинення злочину. Подібне правило міститься й в КК (ст. 6): особи, які вчинили злочини на території України, підлягають відповідальності на підставі цього Кодексу.
2. В межах тієї частини держави, яка законом (нормативним актом) обумовлена.
Прикладом дії норм права в обмеженому просторі може бути система договірного регулювання оплати праці, зафіксована Законом України від 24 березня 1995 р. «Про оплату праці». Згідно зі ст. 14 Закону «договірне регулювання оплати праці працівників підприємств здійснюється на основі системи угод, що укладаються на державному (генеральна угода), галузевому (галузева угода), регіональному (регіональна угода) та виробничому (колективний договір) рівнях відповідно до Закону України „Про колективні договори і угоди“». Норми, що містяться у перелічених угодах, як і будь-які інші норми права з інших джерел, діють у відповідних межах та є обов'язковими для всіх членів сторін, які перебувають у сфері регулювання зазначених угод.
Або ще один приклад. На територіях спеціальних (вільних) економічних зон, що створюються на території України, діє Закон від 13 жовтня 1992 р. «Про загальні засади створення і функціонування спеціальних (вільних) економічних зон», який передбачає певні особливості порівняно із загальним законодавством України, а також окремий Закон для кожної конкретної спеціальної (вільної) економічної зони.
3. У межах тієї частини території, на яку поширюються повноваження органу, що видав акт.
В обмеженому просторі діють акти всіх органів нижчого (місцевого) рівня, компетенція яких поширюється на відповідну територію. Такими є акти місцевих державних адміністрацій. До них належать також акти органів місцевого самоврядування, нормативно-правовий характер яких визначається державою. Згідно зі ст. 144 Конституції України органи місцевого самоврядування в межах повноважень, визначених законом, приймають рішення, які є обов'язковими до виконання на відповідній території (органи місцевого самоврядування: сільські, селищні, міські ради та їх виконавчі комітети, районні та обласні ради).

Екстратериторіальний принцип означає, що дія нормативних актів певної держави не обмежується її територією, а виходить за її кордони.
Так, екстратериторіальну дію мають нормативні акти приватного права, які регулюють відносини за участю іноземного елементу (іноземців та іноземних юридичних осіб).
Вихід за межі національних кордонів актів публічного права розглядається як виняток, який забезпечує реалізацію суверенних прав і інтересів держави. Наприклад, акти можуть діяти на:
- територіях з міжнародним режимом (наприклад, у відкритому морі, міжнародному повітряному просторі, космічному просторі, Антарктиці);
- територіях зі змішаним режимом (наприклад, у винятковій економічній зоні, на континентальному шельфі);
- території інших держав (йдеться, наприклад, про дію кримінального законодавства, законодавства про вибори, експортний контроль).

За загальним правилом учасники приватноправових відносин мають автономію волі, тобто можуть самостійно здійснювати вибір права, що підлягає застосуванню до їх відносин.
Екстериторіальний принцип означає, що дія нормативних актів певної держави не поширюється на частину її території. Наприклад, подібна ситуація відбувається при спеціальному обмеженні суверенних прав держави на визначених територіях у силу їх зобов'язань згідно з міжнародним правом (наприклад, територія посольств, військових баз), а також у випадку військової окупації.
Так, правом екстериторіальності користуються військові кораблі та літаки, що з дозволу певної держави перебувають на її території, але розглядаються як частина території іншої держави

### Поняття простору та території
Передусім з'ясуємо зміст поняття «простір» та його співвідношення з іншим поняттям — «територія».
Як загальне родове поняття, що визначає межі дії закону ще за одним, просторовим параметром, виступає категорія «простір». Простір включає такі складові частини (сфери): сухопутний, водний, підземний, повітряний та космічний простір, а також морське дно.
Термін «територія» за обсягом охоплюваного ним простору вживається в трьох значеннях:
1. власне територія (від лат. terra — земля, суходіл, земна поверхня; territorium — область) — земельний, сухопутний простір з певними кордонами; або певна частина земної поверхні з визначеними межами — територія міста, парку, заводу тощо;
2. іноді дещо ширше: простір землі, внутрішніх та прибережних вод з певними кордонами (територія адміністративно-територіальної одиниці (утворення) — області, району тощо);
3. в міжнародному праві: територія держави, державна територія — частина земної кулі, що знаходиться під суверенітетом держави, яка включає сухопутний, водний, підземний та повітряний простір, а також континентальний шельф (включає морське дно та надра підводних районів на відстані 200 миль від берега).

До території держави (державної території) умовно відносять так звані «плавучі території», тобто такі, що законно несуть прапор своєї держави військові та торговельні судна, які знаходяться у відкритому морі і, з деякими винятками, в іноземних портах.
До території держави прирівнюються повітряні та космічні апарати, що мають розпізнавальний знак своєї держави, а також деякі інші об'єкти (трубопроводи та інші споруди), які належать державі й знаходяться в межах так званої міжнародної території (відкрите море тощо).
Так, згідно зі ст. 12 Повітряного кодексу України «при виконанні повітряним судном польоту в міжнародному просторі над ним здійснює юрисдикцію протягом всього його польоту та держава, де зареєстровано повітряне судно. Перебуваючи у міжнародному повітряному просторі, повітряне судно є недоторканним і незалежним від будь-якої держави, за винятком тієї, де це повітряне судно зареєстровано, та підкоряється і діє на підставі лише її законів».
Отже, термін «територія» може вживатися у значенні, що наближається до поняття «простір», але все ж таки він не охоплює усі види середовища (наприклад, космічний простір — завжди простір, але ніколи не територія). Проте з метою розгляду проблеми про дію закону у просторі вони можуть вживатися як взаємозамінні.
Водний простір держави складається з: 1) вод річок, озер, штучних водосховищ, водних шляхів та інших водойм, які розташовані в межах суходільної території держави, а також 2) з морських внутрішніх та територіальних вод, які омивають узбережжя даної держави (до 12 морських миль; миля морська міжнародна дорівнює 1,852 км).
Стосовно водного простору іноді за аналогією зі словом «територія» використовують термін «акваторія» (лат. aqua — вода), який має більш вузьке значення — це ділянка водної поверхні в певних межах (водний простір в межах кордонів порту, гідроаеродрому тощо).
Повітряний простір держави включає простір над її суходільною та водною територією. Побудований за типом слів «територія» та «акваторія» термін «аероторія», який іноді вживається, має суто спеціальне значення. Аероторія — це повітряний простір над аеродромом та прилеглою до нього місцевістю в радіусі близько 50 км.

### Екстериторіальність
Екстериторіальність (від лат. ех — префікс, що означає відокремлення, позбавлення, звільнення, зміну якості) випливає із дипломатичного імунітету (від лат. immunitas — звільнення, свобода). Дипломатичний імунітет — це сукупність привілеїв, що надаються певному колу осіб — громадянам іноземної держави на засадах взаємності. Проте екстериторіальність не вичерпує всього обсягу дипломатичного імунітету, оскільки йдеться лише про імунітет територій, територіальний імунітет. Можливий ще особистий імунітет, тобто імунітет осіб незалежно від конкретного місця — території їх знаходження.
Розрізняють такі види екстериторіальності (територіального імунітету):
Екстериторіальність (імунітет) дипломатичного представництва іноземної держави полягає в недоторканності приміщення дипломатичного представництва. Представники влади держави перебування не мають права проникати (проходити) в це приміщення інакше ніж за згодою глави дипломатичного представництва. Водночас представники влади держави перебування зобов'язані вживати всіх необхідних заходів для того, щоб забезпечити недоторканність приміщення дипломатичного представництва, його архівів та документів незалежно від місцезнаходження останніх. Аналогічні правила застосовуються й щодо консульських приміщень та архівів консульства. Приміщення представництва (власні та орендовані) звільняються від усіх податків, зборів та мита, крім тих, які є платою за конкретні види обслуговування.
Екстериторіальністю представництва тісно пов'язане з правом дипломатичного притулку, що практикується в деяких країнах, тобто надання захисту в дипломатичному або консульському представництві держави особам, які переслідуються за їх політичну або наукову діяльність (крім того, існує ще й територіальний притулок).
Екстериторіальність військових частин, літаків та кораблів, що перебувають на території іноземної держави за спеціальним дозволом. Отже, екстериторіальність за своїм змістом означає непоширення на ті чи інші спеціальні території держави законів цієї держави. Тут маємо своєрідну юридичну фікцію, коли якась частина території держави, не перестаючи нею бути, сприймається в певних межах як територія іншої держави (принаймні доти, доки там розташований відповідний спеціальний об'єкт — дипломатичне представництво тощо).

## Дія закону (нормативного акта) за колом (щодо) осіб
Дія нормативно-правового акта за колом осіб — це здатність акта створювати юридичні наслідки для певних суб'єктів права.
Дія закону за колом осіб визначається за такими правилами :
- Нормативні акти діють щодо громадян, юридичних осіб та інших суб'єктів відповідної держави.
- Щодо громадян та організацій межі дії нормативних актів визначаються залежно від змісту і призначення відповідних актів. Визначення (звуження) меж дії актів прямо залежить, по-перше, від характеру регульованих відносин, по-друге, від специфіки суб'єктів цих відносин, яка з їх характеру випливає. Так, глава XIX Кримінального кодексу, присвячена військовим злочинам, поширюється на військовослужбовців, військовозобов'язаних під час проходження ними навчальних або перевірних зборів, а також деяких інших осіб, згаданих у ст. 401 КК; норми щодо статусу юридичних осіб належать до компетенції будь-якої організації, що визнається суб'єктом цивільного права; положення про державні органи діють щодо відповідних органів тощо[28].

Відповідно, дію нормативно-правових актів за колом осіб можна класифікувати залежно від її обсягу:
- Загальна дія — акт поширюється на всіх осіб на території держави (громадяни, іноземні громадяни, біженці тощо).
- Спеціальна дія — деякі акти поширюються на всіх індивідуальних і колективних суб'єктів права на території держави, що діють у певній визначеній сфері відносин; інші охоплюють лише конкретну категорію осіб (держслужбовців, депутатів, військовослужбовців тощо).
- Виняткова дія — акти поширюються на осіб, які тимчасово перебувають на території держави (іноземні громадяни, особи без громадянства)[28].

Спеціальна дія
Нормативно-правові акти можуть поширюватися тільки на певну категорію осіб (спеціальних суб'єктів) унаслідок диференціації правового регулювання. Такий спеціальний характер можуть мати як закони, так і підзаконні нормативно-правові акти, які визначають правовий статус окремих категорій осіб (наприклад, правовий статус ветеранів війни, біженців, народних депутатів та депутатів місцевих рад, громадян, що постраждали внаслідок Чорнобильської катастрофи).
Обмежене коло адресатів мають також відомчі акти, дія яких спрямована лише на співробітників відомства (органу), яке видало нормативно-правовий акт, а також на підприємства, установи та організації, що входять до сфери його управління.
Відповідні вказівки про дію акта щодо певних категорій суб'єктів, якщо це необхідно, даються в самому акті. В цьому аспекті показовим є Закон України від 17 вересня 1992 р. «Про державну статистику» (в редакції Закону від 13 липня 2000 р.). У ст. 4 Закону зазначається, що суб'єктами, на яких поширюється його дія, є органи державної статистики та працівники, які від імені цих органів на постійній або тимчасовій основі беруть участь у проведенні статистичних спостережень; респонденти та користувачі даних статистичних спостережень.
Дія нормативних актів держави поширюється і на іноземних громадян та осіб без громадянства (апатридів), крім винятків, зокрема тих, які невіддільні від громадянства як особливого політико-правового зв'язку людини з конкретною державою, що знаходить вираз у взаємних правах та обов'язках.
Так, приміром, на іноземних громадян та осіб без громадянства не поширюється обов'язок військової служби у лавах Збройних Сил України; вони не можуть обирати та бути обраними до виборних державних органів, на виборні державні посади, а також до органів місцевого самоврядування; не можуть брати участь у всеукраїнських та місцевих референдумах, у дорадчих опитуваннях громадян (консультативних референдумах). Іноземні громадяни не можуть призначатися на окремі посади або займатися певною трудовою діяльністю, якщо згідно із законодавством призначення на ці посади або зайняття такою діяльністю обумовлено належністю до громадянства країни (України). Так, відповідно до Закону України «Про прокуратуру» прокурорами і слідчими можуть призначатися громадяни України (ст. 46). Але, наприклад, якщо Повітряний кодекс колишнього СРСР передбачав, що до складу екіпажу цивільних повітряних суден можуть входити лише громадяни СРСР, то Повітряний кодекс України такого застереження не містить.
У зв'язку з питанням про дію закону за колом осіб гостро стоїть специфічна проблема про подвійне громадянство, а саме: закон якої держави застосовувати до біпатридів?
Відповідно до Закону України від 18 січня 2001 р. «Про громадянство України» (ст. 2) одним із принципів законодавства України про громадянство є принцип єдиного громадянства. Щоправда, Закон України від 8 жовтня 1991 р. «Про громадянство України», який втратив чинність у зв'язку з прийняттям вищевказаного Закону, передбачав існування подвійного громадянства на підставі двосторонніх міждержавних договорів.
Проживання або тимчасове перебування громадянина України за межами держави не позбавляє його громадянства України.

### Принципи дії
Параметри дії нормативно-правових актів за колом осіб визначаються за допомогою принципів персональної та територіальної юрисдикції.
1. Принцип персональної юрисдикції ґрунтується на тому, що особа, яка перебуває за межами території держави, має певне відношення до реалізації суверенних прав та інтересів цієї держави. Такий принцип має декілька варіантів:
  - Захисний принцип — передбачає можливість держави покладати відповідальність на іноземців, іноземних юридичних осіб, що перебувають за кордоном, якщо їхні дії посягають на основоположні інтереси цієї держави (наприклад, завдають шкоди довкіллю);
  - Принцип універсальності — передбачає здійснення державою юрисдикції над злочинами проти людяності;
  - Активний персональний принцип — дозволяє поширювати дію нормативно-правових актів держави на її власних громадян чи юридичних осіб, що перебувають за кордоном;
  - Пасивний персональний принцип — уможливлює юрисдикцію держави над діями осіб, що мають місце поза межами території держави, якщо вони шкодять громадянам цієї держави (наприклад, Кримінальний кодекс України передбачає, що іноземці або особи без громадянства, які не проживають постійно на території Україні та вчинили злочини за її межами, підлягають в Україні відповідальності, якщо вчинили тяжкі або особливо тяжкі злочини проти прав і свобод громадян України або інтересів України).
2. Принцип територіальної юрисдикції зумовлений територіальним верховенством держави. Він означає, що зазвичай нормативно-правовий акт діє на всіх осіб на її території (громадян, іноземців та осіб без громадянства). Проте у деяких випадках певні особи, які перебувають на державній території, володіють повним чи частковим імунітетом і не підлягають дії нормативно-правових актів цієї держави (наприклад, члени дипломатичного персоналу)[28].

Винятки дії актів за колом осіб спостерігаються стосовно осіб, які на підставі міжнародного чи національного права користуються імунітетами, зокрема, дипломатичним імунітетом — повним чи частковим звільненням від поширення на них дії загальних правових норм держави, де вони офіційно перебувають.
- Дипломатичний імунітет, тобто імунітет дипломатичного представника іноземної держави. За набором (обсягом) привілеїв він виходить за межі лише особистої недоторканності.
- Похідними від дипломатичного імунітету є деякі інші різновиди особистої недоторканності.

Дипломатичним імунітетом згідно з чинними законами та міжнародними договорами користуються посадовці міжнародних організацій та деякі інші категорії фізичних осіб, дружини (чоловіки) дипломатичних представників, їх неповнолітні діти, а також, згідно з міжнародним звичаєм, дорослі неодружені доньки дипломата, які проживають разом з ним і перебувають на його утриманні. В дещо меншому обсязі, ніж дипломатичні представники, дипломатичним імунітетом користуються консули. У внутрішньодержавному аспекті недоторканність як правовий інститут (переважно конституційно-правовий) випливає з відповідного загальносоціального права людини, яке набирає різного юридичного вигляду. В цьому контексті недоторканність переважно розуміється як свобода від довільного та необґрунтованого притягнення до юридичної, зокрема кримінальної, відповідальності, затримання та арешту. Недоторканність може бути загальною та спеціальною.
Загальна недоторканність поширюється на всіх людей в однаковому обсязі. Згідно зі ст. 29 Конституції України «кожна людина має право на свободу та особисту недоторканність».
Дія законів щодо громадян України, які знаходяться за кордоном, визначається за правилами відповідних галузей права.
Зокрема, у кримінальному праві діють такі правила:
1. громадянин України, який вчинив злочин, передбачений КК України, перебуваючи за кордоном, підлягає відповідальності за законами України в разі його затримання або віддання до суду на території України.
Такий принцип дії кримінальних законів щодо громадян називається принципом громадянства.
Якщо громадянин України за вчинений злочин поніс покарання за кордоном, він не може бути притягнений до кримінальної відповідальності за цей злочин в Україні;
2. за злочин, вчинений за кордоном, але не передбачений КК України, громадянин України, який вчинив такий злочин, не підлягає кримінальній відповідальності за нього на території України;
3. аналогічно, за тими ж правилами дії закону вирішується питання про кримінальну відповідальність осіб без громадянства, які вчинили злочини за межами України, але перебувають на її території.

Іноземні громадяни за злочини, вчинені за межами України, підлягають відповідальності за законом України у випадках, передбачених міжнародними договорами.

### Винятки дії нормативних актів за колом осіб
Проте із загальних правил є винятки, які мають два аспекти: міжнародно-правовий та внутрішньодержавний.
В міжнародно-правовому аспекті таким винятком є інститут особистого імунітету від дії законів окремих осіб. У внутрішньодержавному аспекті йдеться про трансформацію зазначеного інституту у вигляді особистої правової недоторканності.
Міжнародно-правовий аспект представлений дипломатичним імунітетом та деякими його різновидами.
1. Дипломатичний імунітет, тобто імунітет дипломатичного представника іноземної держави. За набором (обсягом) привілеїв він виходить за межі лише особистої недоторканності.
Він включає такі основні привілеї:
а) дипломатичний представник користується особистою недоторканністю — він не може бути арештований або затриманий, а держава країни перебування зобов'язана вживати всіх належних заходів до запобігання будь-якого посягання на його особу, свободу або гідність;
б) приміщення, в якому проживає дипломатичний представник, є недоторканним;
в) вилучення з-під кримінальної, адміністративної, цивільної юрисдикції, тобто непідсудність з відповідних категорій справ судам країни перебування (України). Це, звичайно, не означає абсолютної безкарності таких осіб у разі порушення ними законів.
Так, згідно з КК (ст. 6) питання про кримінальну відповідальність дипломатичних представників іноземних держав у разі вчинення ними злочину на території України вирішується дипломатичним шляхом.
Аналогічно вирішується питання й за КпАП (ст. 16).
Юрисдикції суду України у цивільних справах ці особи підлягають лише у межах, визначених нормами міжнародного права або міжнародних договорів України. Імунітет від цивільної юрисдикції не поширюється на випадки, коли дипломатичні представники вступають у цивільно-правові відносини як приватні особи у зв'язку з діяльністю, що здійснюється ними за межами офіційних функцій;
г) звільнення від усіх прямих податків і зборів, за деякими винятками.
Порушення дипломатичним представником законів країни перебування може бути підставою для оголошення його «небажаною особою» («persona non grata») та для вимоги про його відкликання.
2. Похідними від дипломатичного імунітету є деякі інші різновиди особистої недоторканності.
В дещо меншому обсязі, ніж дипломатичні представники, дипломатичним імунітетом користуються консули.
Дипломатичним імунітетом згідно з діючими законами та міжнародними договорами користуються також посадовці міжнародних організацій та деякі інші категорії фізичних осіб, дружини (чоловіки) дипломатичних представників, їх неповнолітні діти, а також, згідно з міжнародним звичаєм, дорослі неодружені доньки дипломата, які проживають разом з ним і перебувають на його утриманні.

#### Особиста недоторканність та імунітети
У внутрішньодержавному аспекті недоторканність як правовий інститут (переважно конституційно-правовий) випливає з відповідного загальносоціального права людини, яке набирає різного юридичного вигляду. В цьому контексті недоторканність переважно розуміється як свобода від довільного та необґрунтованого притягнення до юридичної, зокрема кримінальної, відповідальності, затримання та арешту.
Недоторканність може бути загальною та спеціальною.
Загальна недоторканність поширюється на всіх людей в однаковому обсязі. Згідно зі ст. 29 Конституції України «кожна людина має право на свободу та особисту недоторканність».
Особиста недоторканність включає ряд гарантій та прав:
1. ніхто не може бути заарештований або триматися під вартою інакше як за вмотивованим рішенням суду і тільки на підставах та в порядку, встановлених законом (протягом п'яти років після набуття чинності Конституцією України зберігався порядок арешту, тримання під вартою і затримання осіб, підозрюваних у вчиненні злочину, який існував раніше);
2. у разі нагальної необхідності запобігти злочинові чи припинити його уповноважені на те законом органи можуть застосувати тримання особи під вартою як тимчасовий запобіжний захід, обґрунтованість якого протягом сімдесяти двох годин має бути перевірена судом;
3. затримана особа негайно звільняється, якщо протягом сімдесяти двох годин з моменту її затримання їй не вручено вмотивованого рішення суду про тримання під вартою;
4. кожному заарештованому чи затриманому має бути невідкладно повідомлено про мотиви арешту чи затримання, роз'яснено його права та надано можливість з моменту затримання захищати себе особисто та користуватися правовою допомогою захисника;
5. кожний затриманий має право у будь-який час оскаржити в суді своє затримання;
6. про арешт або затримання людини має бути негайно повідомлено родичів заарештованого чи затриманого.

Спеціальна недоторканність — це недоторканність певних, визначених законом категорій посадових осіб. Спеціальна недоторканність в юридичному вигляді залежно від конкретної категорії осіб, яким вона надана, має різний обсяг та форми гарантування.
Депутатський імунітет, або депутатська недоторканність — це недоторканність особи — члена законодавчого органу, яка полягає в тому, що він не може бути притягнений до кримінальної відповідальності, затриманий чи заарештований без згоди законодавчого органу, тобто Верховної Ради (ст. 80 Конституції України, ст. 27 Закону України від 17 листопада 1992 р. «Про статус народного депутата України» (в редакції Закону від 22 березня 2001 р.).
Інститут недоторканності депутата весь час піддається серйозній та аргументованій критиці. Вже V грудні 1994 р. при обговоренні Верховною Радою проєкту Закону «Про державну владу і місцеве самоврядування в Україні» окреслювалось деяке несуттєве звуження обсягу депутатської недоторканності.
Особливо гострою була критика щодо недоторканності депутатів місцевих рад (місцевого самоврядування). За даними засобів масової інформації з посиланням на практику майже жодна рада не дає згоди на притягнення депутатів до кримінальної відповідальності. Лише за останні два роки в Україні понад тисячу депутатів різних рівнів скоїли злочини — і не були притягнуті до відповідальності, оскільки правоохоронні органи не отримали на це згоду відповідних рад. Результатом цього мабуть і стало те, що Верховна Рада у Законі від 11 липня 2002 р. «Про статус депутатів місцевих рад» вже не передбачила положень щодо депутатської недоторканності депутата місцевої ради.
Щодо недоторканності народних депутатів (членів Верховної Ради), то ця проблема надзвичайно загострилась у зв'язку зі справою Лазаренка, колишнього прем'єр-міністра, згоду на притягнення якого до кримінальної відповідальності Верховна Рада обговорювала 17 лютого 1999 р.
Тому не дивно, що одним з питань, винесених на всеукраїнський референдум (16 квітня 2000 р.), було таке: «Чи згодні Ви з необхідністю обмеження депутатської недоторканності народних депутатів України і вилученням у зв'язку з цим частини третьої статті 80 Конституції України: „Народні депутати України не можуть бути без згоди Верховної Ради України притягнені до кримінальної відповідальності, затримані чи заарештовані?“»
Питання про обмеження особистої недоторканності будь-кого мало б вирішуватись у порядку, передбаченому ст. 29 Конституції України, тобто за вмотивованим рішенням суду. Що ж до народних депутатів — цим судом нехай була б найвища ланка у системі судів загальної юрисдикції — Верховний Суд України. Таке вирішення проблеми сприяло б чіткішому розмежуванню повноважень між гілками влади та виключало б можливість втручання органу законодавчої влади в сферу діяльності органів судової влади.
Президентський імунітет — це право недоторканності Президента України. Президент України користується правом недоторканності на час виконання повноважень (ст. 105 Конституції України).
Суддівський імунітет — це недоторканність судді. Суддя не може бути без згоди Верховної Ради України затриманий чи заарештований до винесення обвинувального вироку судом (статті 126, 149 Конституції).
Імунітет деяких посадових осіб. Згідно із Законом України від 11 липня 1996 р. «Про Рахункову палату» кримінальну справу щодо Голови Рахункової палати, Першого заступника і заступника Голови, головних контролерів та Секретаря Рахункової палати може бути порушено лише Генеральним прокурором України (ст. 37 Закону).
Недоторканність Уповноваженого Верховної Ради України з прав людини. Уповноважений користується правом недоторканності на весь час своїх повноважень. Він не може бути без згоди Верховної Ради України притягнутий до кримінальної відповідальності або підданий заходам адміністративного стягнення, що накладаються в судовому порядку, затриманий, заарештований, підданий обшуку, а також особистому огляду. Кримінальну справу проти уповноваженого може бути порушено лише Генеральним прокурором України (ст. 20 Закону України від 23 грудня 1997 р. «Про Уповноваженого Верховної Ради України з прав людини»).

## Колізія норм права (законів) та правила її розв'язання
На завершення розгляду теми про дію норм права у часі, просторі та за колом осіб слід звернути увагу ще на одну проблему, яка може при цьому виникнути. Йдеться про так звану колізію норм права, чи колізію законів (від лат. colisio — зіткнення). Колізія законів — розходження змісту (суперечність) двох або більше формально діючих нормативних актів, виданих з одного й того ж питання, тобто регулюють однакові правовідносини, але по-різному.
Колізія законів розв'язується шляхом вибору того нормативного акта, який має бути застосований до випадку, що розглядається.
Залежно від характеру колізійної ситуації керуються такими правилами:
1. у разі, коли розходяться між собою акти, видані одним й тим же правотворчим органом, але в різний час, коли прийняття нового акта не супроводжувалось одночасним скасуванням застарілих актів з того ж питання, застосовується акт, виданий пізніше. Що стосується раніше виданих актів, то до приведення їх у відповідність з новим законом вони застосовуються в частині, що не суперечить цьому закону;
2. у разі, коли відбувається розходження між загальним та спеціальним актом, які видані одним й тим же правотворчим органом, який був прийнятий раніше і не скасований прийнятим пізніше загальним актом, перевага віддається спеціальному акту;
3. якщо розходяться акти, видані одним й тим же органом, але які мають різну юридичну силу, застосовується акт вищої юридичної сили. Наприклад, неузгодженість виявилась між будь-яким законом та Конституцією України (обидва акти прийняті Верховною Радою) — колізія вирішується на користь Конституції;
4. у разі, коли норми права, що розходяться за змістом, містяться в актах, які прийнято різними за місцем в ієрархічній структурі органами — вищестоящим та нижчестоящим, застосовується норма, прийнята вищестоящим органом, як така, що міститься в акті більшої юридичної сили;
5. якщо розходження трапляється між нормами закону України та нормами міжнародного договору України (відповідно до ст. 17 Закону України «Про міжнародні договори України» укладені і належним чином ратифіковані міжнародні договори України становлять невід'ємну частину національного законодавства України), діє таке правило: якщо міжнародним договором України, укладення якого відбулось у формі закону, встановлено інші правила, ніж ті, що передбачені законодавством України, застосовуються правила міжнародного договору. Відповідні положення закріплено в багатьох конкретних законах, зокрема, у ст. 8-1 КЗпП;
6. коли справу маємо з актами різних держав (своєї та іншої), які діють стосовно іноземних громадян, чиє правове становище може визначатися як законами країни, громадянином якої він є, так і законами місця перебування, вибір нормативного акта провадиться на основі так званих колізійних норм. Тут ми стикаємось з особливим випадком екстериторіальності та дії закону щодо осіб (за колом осіб), коли можливе застосування органами держави (зокрема судами) у тих чи інших справах законів не своєї, а іноземної держави.

Конкретні вказівки щодо таких ситуацій дають, як уже зазначалось, спеціальні колізійні норми.
Колізійна норма — норма, що вказує, право якої держави повинно бути застосовано до цивільних, сімейних, трудових та інших правовідносин міжнародного характеру (або з так званим іноземним елементом).
Правовідносини носять міжнародний характер в таких випадках:
1. якщо їхнім учасником є іноземний громадянин або іноземна юридична особа;
2. якщо об'єктом правовідносин є річ, що знаходиться за кордоном;
3. якщо юридичні факти, з якими пов'язані виникнення, зміна або припинення правовідносин, мали місце за кордоном.

За наявності правовідносин такого роду перед судом чи іншим органом держави виникає питання про те, яке право належить застосувати до конкретних правовідносин — національне право відповідної держави (України) чи іноземне право? Це питання розв'язується на підставі колізійної норми, що міститься у внутрішньому, національному законодавстві України або міжнародному договорі. Колізійна норма формулюється звичайно у вигляді абстрактного правила, яке вказує не право будь-якої конкретної держави, а лише сам принцип, яким визначається право, що підлягає застосуванню. Це можуть бути:
- закон громадянства особи;
- закон місця вчинення правочину (угоди);
- закон місця знаходження речі (майна);
- закон місця укладення шлюбу;
- закон останнього постійного місця проживання тощо.

Так, згідно зі ст. 8 КЗпП трудові відносини громадян України, які працюють за її межами, а також трудові відносини іноземних громадян, які працюють на підприємствах, в установах, організаціях України, регулюються законодавством держави, в якій здійснене працевлаштування (наймання) працівника, та міжнародними договорами України.
Ряд норм з екстериторіальною специфікою містить ЦК 1963 p. в розділі VIII, присвяченому, зокрема, застосуванню цивільних законів іноземних держав і міжнародних договорів. Так, у ч. З ст. 569 зазначається: право власності на річ, що знаходиться в дорозі за зовнішньоторговельною угодою, визначається за законом країни, з якої цю річ відправлено, якщо інше не встановлено погодженням сторін (норма диспозитивна; резервне правило: закон місця відправлення речі).
Статтею 569-4 ЦК 1963 p. передбачено: права і обов'язки сторін за зобов'язаннями, які виникають внаслідок заподіяння шкоди, визначаються за законом країни, де мала місце дія чи інша обставина, що послужила підставою для вимоги про відшкодування шкоди (закон місця настання юридичного факту).
Згідно зі ст. 570 ЦК 1963 p. відносини зі спадкоємства визначаються за законом тієї країни, де спадкодавець мав останнє постійне місце проживання.
Угодою про порядок вирішення спорів, пов'язаних зі здійсненням господарської діяльності (ратифікована Верховною Радою України 19 грудня 1992 р.) передбачені можливість і правила застосування цивільного законодавства однієї країни — учасниці Співдружності Незалежних Держав на території іншої держави — учасниці СНД.
Розгорнутий перелік правил, за якими на території України застосовується щодо різних ситуацій цивільне законодавство інших держав (в минулому союзних республік колишнього Союзу PCP) містить ст. 8 ЦК 1963 p.).
Колізійні норми містить також Закон України «Про зовнішньоекономічну діяльність» у ст. 6, яка називається «Договори (контракти) суб'єктів зовнішньоекономічної діяльності та право, що застосовується до них».
При розв'язанні колізії норм права (нормативно-правових актів) беруться до уваги такі фактори:
- час прийняття актів;
- юридична сила актів;
- характер змісту акта;
- прямі спеціальні вказівки акта (закону).

## Відмінність нормативно-правового акту від індивідуально-правового
Нормативний акт — це прийнятий уповноваженим державним чи іншим органом у межах його компетенції офіційний письмовий документ, який встановлює, змінює чи скасовує норми права, носить загальний чи локальний характер та застосовується неодноразово. Що ж до актів ненормативного характеру (індивідуальних актів), то вони породжують права і обов'язки тільки у того суб'єкта (чи визначеного ними певного кола суб'єктів), якому вони адресовані.